# Сірімонгкол Іамтхуам
Сирімонгкхон Іамтхуам (також відомий як Сирімонгкол Сінгангва, 2 червня 1977, провінція Патхумтхані, Таїланд) — тайський боксер. Чемпіон світу у найлегшій (WBC, 1997) та 2-ї напівсередній (WBC, 2002—2003) вагових категоріях. Тимчасовий чемпіон світу у найлегшій ваговій категорії (WBC, 1996—1997).

## Професійна кар'єра
Дебютував на професійному рингу 18 травня 1994 року, здобувши перемогу по очках над Рітічаєм Кятпрапасою.
10 серпня 1996 року зустрівся з екс-чемпіоном світу у 2-ій найлегшій вазі — мексиканцем Хосе Луїсом Буено. Бій відбувся за титул тимчасового чемпіона світу у найлегшій вазі за версією WBC. Сінгванча переміг нокаутом у 5-му раунді. У січні 1997 року тайця було підвищено до звання повноцінного чемпіона.
15 лютого 1997 року захистив титул перемогою по очках над мексиканця Хесусом Сарабою.
26 квітня 1997 року на 4-му раунді відправив у нокаут іспанця Хав'єра Кампанаріо знову захистивши титул.
4 липня 1997 переміг по очках екс-чемпіона світу у найлегшій вазі, мексиканця Віктора Рабаналеса.
22 листопада 1997 року зустрівся з екс-чемпіоном світу у найлегшій вазі — японцем Джоічіро Тацуйосі. На 7-му раунді Сінгванча програв технічним нокаутом і втратив титул.
24 серпня 2002 року зійшовся в бою за вакантний титул чемпіона світу у 2-ій напівлегкій вазі за версією WBC, японцем Кенго Нагасімою. Таєць нокаутував суперника під час 2-гого раунду.
13 січня 2003 захистив титул, здобувши перемогу по очках за над екс-чемпіоном світу у 2-ій напівлегкій вазі південнокорейцем Чхве Йон Су.
5 серпня 2003 року зустрівся з мексиканцем Хесусом Чавесом. Сінгванча програв за очками і втратив титул.
14 травня 2005 року нокаутував на 7-му раунді колишнього претендента на титул чемпіона світу в легкій вазі американця Майкла Кларка.
Виступає до сьогодні. За 23 роки провів 96 поєдинків і здобув 92 перемоги.

## Проблеми з законом
У 2009 заарештований за торгівлю наркотиками. У 2011 покинув в'язницю і продовжив боксерську кар'єру.